# Les Grands-Chézeaux
Les Grands-Chézeaux är en kommun i departementet Haute-Vienne i regionen Nouvelle-Aquitaine i västra Frankrike. Kommunen ligger i kantonen Saint-Sulpice-les-Feuilles som tillhör arrondissementet Bellac. År 2022 hade Les Grands-Chézeaux 227 invånare.

## Befolkningsutveckling
Antalet invånare i kommunen Les Grands-Chézeaux
| Referens: INSEE |